# صباح الجزائري
صباح الجزائري (23 يناير 1955 -) ممثلة سورية من اصول جزائرية تنحدر من سلالة الامير عبد القادر الجزائري ولدت في دمشق، وهي الأخت الصغرى للممثلة الشهيرة سامية الجزائري. تزوجت من رباح التقي ولديها ثلاثة أبناء: رشا (التي تعمل كممثلة ومخرجة) وكرم وترف التقي. بدأت مسيرتها الفنية في عام 1972، لكنها غابت لفترة عن الساحة الفنية قبل أن تعود لمواصلة نشاطها. انضمت إلى نقابة الفنانين السوريين في 28 فبراير 1977، وواصلت تقديم العديد من الأعمال التي تركت بصمة في الدراما السورية.

## حياتها الفنية
تُعد واحدة من رائدات الدراما السورية إلى جانب ممثلات مثل منى واصف. قدمت العديد من الأعمال البارزة التي حققت نجاحًا كبيرًا، من بينها *العبابيد*، *عائد إلى حيفا*، *مرايا*و حققت شهرة واسعة بدورها في مسلسل *باب الحارة*، حيث شاركت في جميع أجزائه التسعة، ما زاد من شعبيتها في العالم العربي وحتى بين المغتربين العرب. وصلت شهرتها إلى دول ترجم فيها المسلسل، ولقبها جمهورها بـ"ياسمين الشام". تعد واحدة من أبرز الممثلات اللواتي جسدن دور الأم في الدراما السورية والعربية، وتميزت بأدائها المؤثر والعميق في هذا النوع من الأدوار.

## الجوائز والتكريم
- حصلت على جائزة أفضل ممثلة سورية من جريدة الثورة عن دورها في مسلسل باب الحارة بموسمه الثاني.
- حصلت على جائزة أفضل ممثلة سورية من مجلة سيدتي عن دورها في مسلسل باب الحارة بموسمه الثالث.
- كرمت من «مهرجان دمشق السينمائي».
- كرمت من «مهرجان الماغوط المسرحي».
- كرمت من «مهرجان وهران المسرحي».
- كرمت في لبنان والكويت وسوريا والأردن عن دورها في مسلسل باب الحارة.
- كرمت في سوريا والإمارات عن دورها في مسلسل وحوش وسبايا.
- كرمت من «مهرجان أبها الكوميدي الأول» في السعودية.
- حصلت على جائزة تكريم للأم في الدراما السورية.
- تكريم لنجوم الدراما السورية في عرض أزياء.

## أعمالها

### من المسلسلات
- 1972: صح النوم.
- 1973: ملح وسكر.
- 1973: بريمو.
- 1974: انتقام الزباء.
- 1974: صح النوم
- 1978: الشائعة (مسلسل)
- 1979: وين الغلط.
- 1980: الدروب الضيقة.
- 1982: قمر البر والبحر. بدور "قمر"
- 1987:امرأة لا تعرف اليأس (مسلسل)
- 1989: قلوب دافئة.
- 1990: وادي الغزلان.
- 1992: أحلام مؤجلة.
- 1994: الإخوة ج1 بدور "علياء"
- 1996: العبابيد. بدور "نرجس"
- 1997: الموت القادم إلى الشرق. بدور "سمية زوجة عباد"
- 1999: قضية عائلية بدور "الأم"
- 2000: الخوالي بدور "أم هاشم"
- 2000: قصص الغموض بدور "صباح مقدمة البرنامج / ضيفة ح8"
- 2001: البحث عن صلاح الدين بدور "ضيفة المسلسل"
- 2002: هولاكو
- 2002: صراع الزمن
- 2002: حنين بدور "مريم"
- 2003: زمان الصمت بدور "أم مشهور"
- 2003: أنشودة المطر
- 2003: حمام القيشاني 5 بدور "امتثال"
- 2003: خبز وملح
- 2003: الداية
- 2004: عشنا وشفنا
- 2004: عائد إلى حيفا
- 2004: أحلى مرايا
- 2004: الرياح الأبدية
- 2004: عشتار بدور "العمة"
- 2005: نزار قباني بدور "والدة نزار"
- 2005 : موكب الإباء بدور "ام سلمة"
- 2005: رجاها بدور "هالة"
- 2005: عصي الدمع بدور "سلمى"
- 2005: خلف القضبان بدور "أم توفيق"
- 2005: كحل العين
- 2006: كحل العيون
- 2006: باب الحارة (الجزء الأول) بدور "سعاد خانم"
- 2007: رسائل الحب والحرب بدور "أم جلال"
- 2007: باب الحارة (الجزء الثاني) بدور "سعاد خانم"
- 2007: جريمة بلاد نهاية
- 2007: أشياء تشبه الحب
- 2007: كوم الحجر بدور "ام عايد"
- 2007: سيرة الحب بدور "عدة شخصيات"
- 2008: وجه العدالة
- 2008: باب الحارة (الجزء الثالث) بدور "سعاد خانوم"
- 2008: وحوش وسبايا
- 2008: غفلة الأيام بدور "امينة"
- 2008: أسأل روحك
- 2008: هيك تجوزنا بدور "عدة شخصيات"
- 2008: تحت المداس بدور "ام شادي"
- 2009: أصوات خافتة بدور "ام نبيل"
- 2009: باب الحارة (الجزء الرابع) بدور "سعاد خانوم"
- 2009: طريق النحل بدور "سناء"
- 2010: باب الحارة (الجزء الخامس) بدور "أم عصام سعاد"
- 2010: ليلي 2
- 2010: أهل الراية ج2:شهامة الرجال بدور "ام رضا"
- 2010: انا القدس بدور "أم عبدالله"
- 2011: مرايا 2011
- 2012: زمن البرغوت بدور "أم وضاح"
- 2012: طاحون الشر بدور "فخرية خانوم"
- 2013: سكر وسط
- 2013: وطن حاف
- 2014: باب الحارة (الجزء السادس) بدور "سعاد خانم"
- 2015: باب الحارة (الجزء السابع) بدور "سعاد خانم"
- 2015: امرأة من رماد
- 2015: بانتظار الياسمين
- 2015: دنيا 2 بدور "أم وليد"
- 2015: حرائر
- 2016: باب الحارة (الجزء الثامن) بدور " أم عصام"
- 2016: عطر الشام بدور "أم جميل"
- 2016: أيام لا تنسى
- 2016: عطر الشام الجزء الثاني بدور "أم جميل"
- 2017: باب الحارة (الجزء التاسع) بدور "سعاد خانم"
- 2017: شوق بدور "ضيفة شرف"
- 2019: سلاسل ذهب بدور " عواطف خانم"
- 2019: ناس من ورق بدور "الملكة بلقيس"
- 2019:شوارع الشام العتيقة (مسلسل) بدور "أُم عرب"
- 2020: حارس القدس
- 2021: الكندوش
- 2021: للموت بدور "نجاح"
- 2022: على قيد الحب
- 2022: مع وقف التنفيذ
- 2025: نسمات أيلول بدور "امينة جوني- أم فواز"

- 2023 : الثمن بدور هالة

### من المسرحيات
- ضيعة تشرين.
- غربة.
- كاسك يا وطن.

### من الأفلام
- مقلب من المكسيك.
- الحومة وسوسطارة.
- صحاب البارود.
- الليل.
- غابة الذئاب.
- الإتجاه المعاكس.
- ذكرى ليلة حب.
- الأبطال يولدون مرتين.
- ساعي البريد.
- سمك بلا حسك.
- غوار جيمس بوند.
- مريم.
- موكب الاباء.
- الأم
- دمشق - حلب

## روابط خارجية
- صباح الجزائري على موقع IMDb (الإنجليزية)
- صباح الجزائري على موقع قاعدة بيانات الأفلام العربية
- صباح الجزائري على موقع ديسكوغز (الإنجليزية)
- صباح الجزائري على موقع قاعدة بيانات الفيلم (الإنجليزية)